# Korrugerad plåt

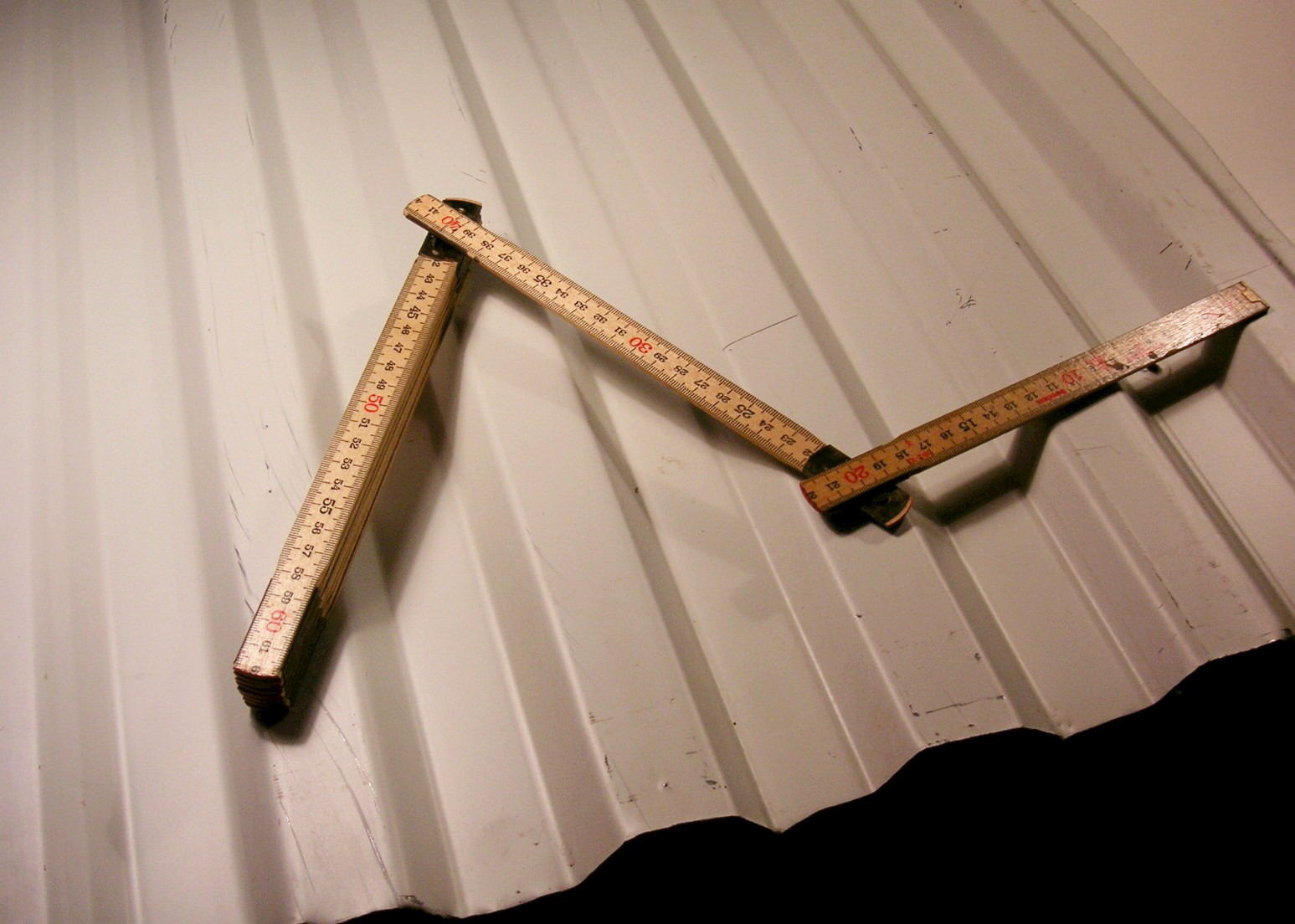
Trapetskorrugerad byggplåt

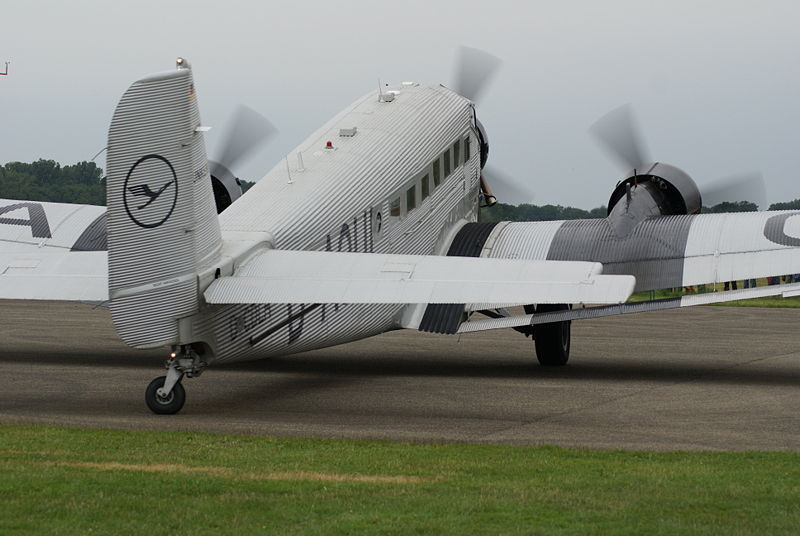
Ju 52 med vågkorrugerad aluminiumplåt

Korrugerad plåt eller profilerad plåt är plåt, oftast tunnplåt, som pressats så att veck uppstått. Man skiljer mellan vågkorrugerad (eller sinuskorrugerad) och trapetskorrugerad (normalt kallad TRP) plåt, men det finns även blandningar av dessa två sorter. 
Korrugerad plåt har funnits sedan mitten av 1800-talet. Sinuskorrugerad plåt har toppar och dalar som beskriver en sinuskurva och är den äldre varianten av korrugerad plåt. Det var tidigare ett vanligt taktäckningsmaterial. Fördelen med korrugerad plåt jämfört med vanlig slät plåt är att den blir väsentligt styvare tvärs korrugeringsriktningen, det vill säga tvärs vågtoppar och vågdalar, som ett veckat skrivpapper som bär sig själv mellan två upplag, medan ett ovikt böjer sig.
Korrugerad plåt är vanligast förekommande inom industribyggnation, då huvudsakligen som:
- Bärande yttertakskonstruktion med långa spännvidder
- Yttertakets tätskikt
- Fasadbeklädnad, in- och utvändig
- Balkongfronter
- Takplåt, in- och utvändig
- "Förlorad form", vid gjutning av bjälklag

En specialvariant är så kallad "tvärbockad" korrugerad plåt, en metod som uppfanns på 1970-talet i Sverige gällande större profilhöjder. Vid tvärbockad korrugerad plåt omformas den färdiga plåten en gång till, tvärs korrugeringsriktningen. Man erhåller så ett färdigt, självbärande valv.
Ett annat användningsområde har varit vid flygplanskonstruktion. Det mest kända exemplet är tyska Junkers Ju 52/3m, som var klätt i vågkorrugerad aluminiumplåt.